# Joseph Haines Moore
Joseph Haines Moore (7 de septiembre de 1878 – 15 de marzo de 1949) fue un astrónomo estadounidense, especializado en la medición de la velocidad radial de las estrellas.

## Semblanza
Moore nació en Wilmington, Ohio, hijo único de John Haines Moore y de Anne Haines, de religión cuáquera. Asistió al Wilmington College, donde se graduó en 1897. Posteriormente estudió astronomía en la Universidad Johns Hopkins, doctorándose en 1903.
Tras su graduación, se incorporó al personal delObservatorio Lick en el Monte Hamilton como ayudante del Dr. William Wallace Campbell. De 1909 a 1913, estuvo a cargo de la instalación sur del observatorio (situada en Chile) antes de regresar a los Estados Unidos. Dedicó muchos años a realizar mediciones de la velocidad radial de las estrellas, que culminó en 1928 con la publicación de un catálogo general . Moore prestó atención especial al estudio espectroscópico de estrellas binarias. Sirvió como presidente de la Sociedad Astronómica del Pacífico en 1920 y 1928.
En 1936 fue nombrado director asistente en el Observatorio Lick, pasando a dirigirlo desde 1942. Participó en cinco expediciones para observar eclipses solares, dirigiendo dos de ellas. En 1944 comenzó a sufrir problemas de salud debido a la altitud del observatorio, dimitiendo del cargo de director en 1948. Se dedicó a la docencia en Berkeley hasta su jubilación en 1948. Con anterioridad a su muerte, publicó el "Quinto Catálogo de los Elementos Orbitales de Estrellas Binarias Espectroscópicas", en colaboración con F. J. Neubauer.
Se casó con Fredrico Chase en 1907, y la pareja tuvo dos hijas.

## Eponimia
- El cráter lunar Moore lleva este nombre en su memoria.[3]